# Lillsjön (Helgums socken, Ångermanland, 700892-155084)
Lillsjön är en sjö i Sollefteå kommun i Ångermanland och ingår i Ångermanälvens huvudavrinningsområde. Sjön har en area på 0,163 kvadratkilometer och ligger 185 meter över havet.

## Delavrinningsområde
Lillsjön ingår i det delavrinningsområde (700534-155269) som SMHI kallar för Mynnar i Ledingsån. Medelhöjden är 227 meter över havet och ytan är 18,25 kvadratkilometer. Räknas de 16 avrinningsområdena uppströms in blir den ackumulerade arean 199,42 kvadratkilometer. Finnån som avvattnar avrinningsområdet har biflödesordning 4, vilket innebär att vattnet flödar genom totalt 4 vattendrag innan det når havet efter 72 kilometer. Avrinningsområdet består mestadels av skog (81 procent). Avrinningsområdet har 0,22 kvadratkilometer vattenytor vilket ger det en sjöprocent på 1,2 procent.